# 喬克爾利亞鄉 (康斯坦察縣)
44°6′13″N 28°17′08″E / 44.10361°N 28.28556°E
喬克爾利亞鄉（羅馬尼亞語：Comuna Ciocârlia, Constanța），是羅馬尼亞的鄉份，位於該國西南部，由康斯坦察縣負責管轄，面積141平方公里，海拔高度117米，2007年人口2,953，人口密度每平方公里21人。